# Euchoreutes naso
Euchoreutes naso је врста глодара из породице скочимиш (Dipodidae).

## Распрострањење
Врста има станиште у Кини и Монголији.

## Станиште
Станишта врсте су брдовити предели и пустиње. Врста је присутна на подручју пустиње Гоби у Азији.

## Угроженост
Ова врста није угрожена, и наведена је као последња брига јер има широко распрострањење.